# 조방림
조방림(趙邦霖, ? ~ 1473년)은 조선의 문신이다. 본관은 직산(稷山)이다.
합문지후사(閤門祗侯使) 조원우(趙元佑)의 증손이며, 병조판서 조광보(趙光甫)의 아들이다.
세조(世祖)가 등극하는 데에 공을 세워 1455년(세조 1) 원종공신 3등에 녹훈되었다.
1464년에는 중추원사로서 명나라를 방문하고, 1465년 충청도 수군 처치사(忠淸道水軍處置使)가 되었다.
가선대부(嘉善大夫)로 1467년 4월 회양 부사에서 인천 부사로 부임하였으며, 인천도호부에서 약 3년간 재임하다가 1470년 부호군에 제수되었다.
참판(參判) 조방림(趙邦霖)은 적자(嫡子)가 없어서 첩의 아들 조복해(趙福海)를 후사(後嗣)로 삼았다.